# Ethylwyn
Ethylwyn era una noble del segle x coneguda pel seu treball de brodat i trobada amb Sant Dunstan.
Segons el biògraf de Saint Dunstan, Ethylwyn li va demanar que l'ajudés a fer un disseny per a una robusta estola per a ús religiós que tenia diversos patrons figurats, i que planejava decorar més endavant amb or i pedres precioses. L'estola embellida per Ethylwyn va desaparéixer.
Segons la mateixa biografia de Saint Dunstan, quan va anar a visitar Ethylwyn, va prendre la seva lira (que també s'ha descrit com una arpa) amb ell, per poder entretindre's entre feina i feina. Segons la llegenda, penjava la lira a la paret i tocava miraculosament per si sola; a l'escoltar això, Dunstan, Ethylwyn i totes les dones que feien feina i estaven presents, "es van espantar, van deixar la feina que tenien a les mans i es van mirar amb sorpresa".
La història d'Ethylwyn i Saint Dunstan ofereix una visió de les relacions entre el comissari, el dissenyador i l'artesà en la producció de tèxtils. Ella és un exemple únic, ja que no era habitual crear dissenys originals per a treballs de brodat.